# Teinolophidae
Teinolophidae — це вимерла родина дрібних хижих ссавців, які були найдавнішими з відомих однопрохідних і були ендеміками території, яка пізніше стала Австралією. Відомі два роди: Teinolophos і, можливо, також Stirtodon.
Тейнолофос глибоко розходиться в межах монотремальної еволюції, тому Фланнері та ін. (2022) запропонували перемістити його до власної родини, Teinolophidae, і Stirtodon також був попередньо віднесений до Teinolophidae у тій же статті.
Черепа двох тейнолофідів відрізнялися від сучасних однопрохідних. Серед контрастів є те, що, на відміну від сучасних однопрохідних, тейнолофіди не мали дзьобів, а тейнолофіди мали вушні кістки, з’єднані з щелепою через меккелевий хрящ, тоді як сучасні однопрохідні мають підвішені вушні кістки, як у плацентарних і сумчастих.